# Haus Dunkeld
Das Haus Dunkeld war eine Dynastie von schottischen Königen, die von 1058 bis 1290 über Schottland herrschten.
Die Dunkeld kamen nach einer zwei Jahrhunderte dauernden Periode von Unruhen an die Macht, die während der Herrschaft des Hauses Alpin an der Tagesordnung waren. Der erste König der neuen Dynastie war Malcolm III. Canmore. Dieser beschloss, dass jeweils der älteste Sohn die Thronfolge antritt und setzte das Tanistry-System außer Kraft. Dieser Beschluss reduzierte die Anzahl der Konflikte innerhalb der Königsfamilie. Trotz mehrerer kriegerischer Auseinandersetzungen mit England konnten die Dunkeld-Könige die Einheit und die Unabhängigkeit Schottlands konsolidieren.
Der Fall des Hauses Dunkeld begann 1286, nachdem Alexander III. bei einem Reitunfall gestorben war. Der König hatte keine ihn überlebenden Söhne, lediglich eine dreijährige Enkelin, die norwegische Prinzessin Margarete. Die schottischen Adligen fürchteten sich vor dem Einfluss ihres Vaters Erik II. von Norwegen und einem weiteren Bürgerkrieg; aus diesem Grund sprachen sie beim englischen König Edward I. vor. Margarete wurde dem späteren König Edward II. versprochen. Sie starb jedoch kurz darauf während der Überfahrt nach Schottland. Nach dem Ende des Hauses Dunkeld gab es 13 Anwärter auf den schottischen Thron, wenig später brach der Erste Schottische Unabhängigkeitskrieg gegen England aus.

## Könige des Hauses Dunkeld
| Name                   | Herrschaft                      |
| ---------------------- | ------------------------------- |
| Malcolm III. Canmore   | 1058 bis 1093                   |
| Donald III. und Edmund | 1093 bis 1094 und 1094 bis 1097 |
| Duncan II.             | 1094                            |
| Edgar                  | 1097 bis 1107                   |
| Alexander I.           | 1107 bis 1124                   |
| David I.               | 1124 bis 1153                   |
| Malcolm IV.            | 1153 bis 1165                   |
| Wilhelm I. der Löwe    | 1165 bis 1214                   |
| Alexander II.          | 1214 bis 1249                   |
| Alexander III.         | 1249 bis 1286                   |
| Margarete              | 1286 bis 1290                   |

## Stammliste

### Bis Ende des 11. Jahrhunderts
1. Duncan, Abthane of Dule, Laienabt von Dunkeld, Gouverneur und Earl of Strathclyde
  1. Duncan, Lord oder Mormaer of Atholl, Abthane of Dule
    1. Crínán, X 1045, Mormaer of Atholl, Abthane of Dule, Laienabt von Dunkeld; ⚭ Bethóc, Tochter von Malcolm II., König von Schottland
      1. Duncan I. the Gracious, * wohl 1001, X 14. August 1040, 1018/34 König von Strathclyde, 1034 König der Schotten; ⚭ NN
        1. Malcolm III. Canmore, * 1031, X 13. November 1093 in der Schlacht von Alnwick, 1058 König der Schotten; ⚭ (1) um 1059 Ingeborg von Halland, Witwe von Thorfinn II., Earl of Caithness, Tochter von Jarl Finn Arnesson und Berglioth von Norwegen; ⚭ (2) 1069/70 Margareta von England, * wohl 1045, † 16. November 1093, Tochter von Eduard Ætheling – Nachkommen siehe unten
        2. Donald III. Bane, 1093/94 und 1094/97 König der Schotten, abgesetzt 1094 und 1097
          1. Bethoc; ⚭ Uhtred of Tynedale

        3. Melmare
          1. Madach (Maddad), † wohl 1152, um 1116 Earl of Atholl; ⚭ (1) NN; ⚭ (2) Margaret, Tochter von Hákon Pállsson, Jarl von Orkney, und Helga of Dair
            1. (1) Malcolm, † um 1197, 2. Earl of Atholl; ⚭ Hextilda, Tochter von Uhtred of Tynedale
              1. Henry, † um 1200, 3. Earl of Atholl
                1. Isabella, Countess of Atholl; ⚭ Thomas of Galloway
                  1. Padraig, † 1242, 5. Earl of Atholl

                2. Forbhlaith, Countess of Atholl; ⚭ Sir David de Hastings, Earl of Atholl iure uxoris
                  1. Ada, † vor 25. Dezember 1266, Countess of Atholl; ⚭ John de Strathbogie
                    1. David de Strathbogie, † 6. August 1270 in Karthago, 8. Earl of Atholl – Nachkommen

            2. (2) Harald Maddadsson, * 1133/4, † 1206, Jarl von Orkney, Earl of Caithness; ⚭ (1) Aufrica, Schwester von Duncan, Earl of Fife; ⚭ (2) Hvafleda, Tochter von Malcolm II., Mormaer von Moray (siehe unten)[1]
              1. (1) Heinrek, † vielleicht Juni 1215 enthauptet, vielleicht 1206 Earl of Ross
              2. (1) Hakon, † vielleicht 1170 außerhalb Dublins getötet, Seeräuber gemeinsam mit seinem Pflegevater Sweyn Asleifsson
              3. (1) Helen und Margaret
              4. (2) Thorfinn, † 1201 Roxburgh Castle, vielleicht Earl of Moray,
              5. (2) David, † 1214, nach 1210 Jarl von Orkney
              6. (2) John, † ermordet Thurso 1231, nach 1210 Jarl von Orkney
                1. Harald, † ertränkt 1226 wohl als Geisel in Bergen (Norwegen)
                2.  ? Joan; ⚭ Freskin of Moray, Lord of Duffus

              7. (2) Gunnhild, Herborga und Langlif
              8.  ? (unehelich) Roderick, X 1197

      2. Maldred, Lord of Allerdale, 1034/35 Regent von Strathclyde; ⚭ Ealdgyth, Tochter von Uhtred, Earl of Northumbria, und Ælfgifu von England
        1. Gospatric, † wohl 1075, Earl of Northumberland, Earl of Dunbar
          1. Dolfin of Carlisle
          2. Gospatric, 2. Earl of Dunbar, X 1138 in der Standartenschlacht; ⚭ NN
          3. Waltheof, Lord of Allerdale, 1125/38 Abt von Croyland
          4. Ethelreda (Uchtreda); ⚭ um 1090 Duncan II., König von Schottland, † ermordet 18. November 1094

        2. Maldred - Nachkommen siehe Haus Neville

### Von Malcolm III. bis David I.
1. Malcolm III. Canmore, * 1031, X 13. November 1093 in der Schlacht von Alnwick, 1058 König der Schotten; ⚭ (1) um 1059 Ingeborg von Halland, Witwe von Thorfinn II., Earl of Caithness, Tochter von Jarl Finn Arnesson und Berglioth von Norwegen; ⚭ (2) 1069/70 Margareta von England, * wohl 1045, † 16. November 1093, Tochter von Eduard Ætheling – Vorfahren siehe oben
  1. (1) Duncan II., * wohl 1060, † ermordet 2. November 1094, 1094 König der Schotten; ⚭ um 1090, Ethelreda (Uchtreda), Tochter von Gospatric, Earl of Northumbria
    1. William (Uilleam mac Donnchada), † 1153/54, Earl of Moray, Lord of Skipton; ⚭ (1) Gruaidh, Tochter von Óengus (Aedh), Mormaer von Moray, und NN, Tochter von König Lulach; ⚭ (2) 1138 Alice de Romeli, Tochter von Robert de Romeli, Lord of Skipton
      1. (1) Donald MacWilliam, X 31. Juli 1187 in der Schlacht von Mamgarvey Moor, Speyside
        1. Godfrey MacWilliam, † enthauptet 1211[2] oder 1213[3] in Kincardine
        2. Donald MacWilliam, X 15. Juni 1215 in Morayshire
        3. Tochter ⚭ NN MacEwen
          1. Gillespie MacEwen, X 1229
            1. 2 Söhne, X 1229
            2. Tochter, † ermordet Forfar wohl 1229/30

      2. (1) Gospatrick MacWilliam, † vor 1208, Lord of Airton-in-Craven, Yorkshire – Nachkommen
      3. (2) William, the Boy of Egremont, † ertrunken nach 1155 im River Wharfe bei Bolton Abbey
      4. (2) Cecily, † vor 1190, Lady of Skipton; ⚭ Guillaume le Gros, Comte d’Aumale, † 20. August 1179 (Haus Blois)
        1. Hawise, † 11. März 1214; ⚭ (1) 14. Januar 1180 William de Mandeville, 3. Earl of Essex, † 14. November 1189; ⚭ (2) nach 2. Juli 1190 Guillaume de Forz, † 1195; ⚭ (3) Baudouin de Béthune, Herr von Chocques, † 13. Oktober 1211

      5. Amabel, † vor 1201, Lady of Egremont and Copeland; ⚭ vor 1162 Reginald de Lucy, † 1199/1200, 1174 Keeper of Nottingham Castle, ein Verwandter von Richard de Lucy, Justiciar of England
      6. Alice, * vor 1153/54, † 1212/18. März 1215, Lady of Allerdale and Cockermouth; ⚭ (1) Gilbert Pipard, † September 1191/September 1192, Sheriff of Gloucester and Hereford; ⚭ (2) vor 8. Dezember 1195 Robert de Courtenay, † vor 1210, Lord of Sutton (Haus Courtenay)

  2. (1) Malcolm, 1094 bezeugt
  3. (1) Donald, † 1085
  4. (2) Edward, † 16. November 1093 nach der Schlacht von Alnwick
  5. (2) Edmund, geistlich
  6. (2) Edgar, * wohl 1074, † 8. Januar 1107, 1097 König der Schotten
  7. (2) Alexander I., * wohl 1077, † 23. April 1124, 1107 König der Schotten; ⚭ Sibyl † 12./13. Juli 1122, uneheliche Tochter von Heinrich I., König von England
    1. (unehelich) Malcolm, * um 1105/15, vielleicht identisch mit Malcolm MacHeth, † 23. Oktober 1168[4] ⚭ NN of Argyll
      1. Donald, * vor 1134, † nach 1156
      2. Hvorflaed (Hvafleda, Gormflaeth, Gormlath), * vor 1134; ⚭ Harald Maddadsson, * 1134, † 1206, Jarl of Orkney, Sohn von Maddad (von Schottland), Earl of Atholl, und Margaret of Orkney (siehe oben)

  8. (2) Ethelred, † vor 1097, Laienabt von Dunkeld
  9. (2) David I., * wohl 1080, † 24. Mai 1153, Earl of Northampton iure uxoris, 1124 König der Schotten; ⚭ 1113/14 Maud of Huntingdon, † 1130/31, Tochter von Waltheof II., Earl of Northumbria, und Judith von Lens – Nachkommen siehe unten
  10. (2) Editha (Matilda), * 1079, † 1. Juni 1118; ⚭ 11. November 1100 Heinrich I. Beauclerk, 1100 König von England, Herzog von Normandie, † 1. Dezember 1135
  11. (2) Marie, † 31. Mai 1116, ⚭ 1102 Eustach III., Graf von Boulogne

### Von David I. bis Margarete
1. David I., * wohl 1080, † 24. Mai 1153, Earl of Northampton iure uxoris, 1124 König der Schotten; ⚭ 1113/14 Maud of Huntingdon, † 1130/31, Tochter von Waltheof II., Earl of Northumbria, und Judith von Lens – Vorfahren siehe oben
  1. Malcolm, † klein
  2. Henry, * wohl 1115, † 12. Juni 1152, Earl of Huntingdon und Earl of Northumbria; ⚭ 1139 Ada de Warenne, † 1178, Tochter von William de Warenne, 2. Earl of Surrey, und Isabelle de Vermandois
    1. Malcolm IV. the Maiden, * 20. März 1142, † 9. Dezember 1165, 1153 König der Schotten
    2. William the Lion, * 1143; † 4. Dezember 1214, Earl of Northumbria, 1165 König der Schotten; ⚭ 5. September 1185/86 Ermengarde de Beaumont, † 11. Februar 1233, Tochter von Richard I., Vicomte de Beaumont-sur-Sarthe, und Constance Bastard von England
      1. Alexander II., * 24. August 1198, † 8. Juli 1249, 1214 König der Schotten; ⚭ (1) 19. Juni 1221 Joan von England, * 22. Juli 1210, † 4. März 1238, Tochter von Johann Ohneland, König von England, und Isabella von Angoulême; ⚭ (2) 15. Mai 1239 Marie de Coucy, Tochter von Enguerrand III. de Coucy (Haus Boves), sie heiratete in zweiter Ehe Jean de Brienne d’Acre
        1. (2) Alexander III., * 4. September 1241, † 19. März 1286, 1249 König der Schotten; ⚭ (1) Margarete von England, * 5. Oktober 1240, † 26. Februar 1275, Tochter von König Heinrich III.; ⚭ 14. Oktober 1285 Yolande de Dreux, * wohl 1269, † 2. August 1322, Tochter von Robert IV. Graf von Dreux (Haus Frankreich-Dreux), sie heiratete in zweiter Ehe Arthur II., Herzog von Bretagne, † 1312
          1. (1) Margarete, * 28. Februar 1261; † 9. April 1283; ⚭ 31. August 1281 Erik II. Magnusson, König von Norwegen, † 15. Juli 1299
            1. Margarete, * wohl 9. April 1283, † um den 26. September 1290, 1286 Königin von Schottland

          2. (1) Alexander, * 21. Juni 1264; † 28. Januar 1283; ⚭ 15. November 1282 Margareta von Flandern, † 1331, Tochter von Guy de Dampierre, Graf von Flandern, sie heiratete in zweiter Ehe 3. Juli 1286 Rainald I., 1271 Graf von Geldern, † 9. Oktober 1326
          3. (1) David, * 20. März 1272; † Juni 1281

      2. Margarete, † 1259; ⚭ Hubert de Burgh, 1. Earl of Kent, † 1. Mai 1243
      3. Isabella, † nach 1253; ⚭ Mai 1225 Roger Bigod, 4. Earl of Norfolk, † 3./4. Juli 1270
      4. Marjorie, † 17. November 1244; ⚭ 1. August 1235 Gilbert Marshal, 4. Earl of Pembroke, † 27. Juni 1241 (Haus Marshal)

    3. David, wohl 1144; † 17. Juni 1219, 1185 Earl of Huntingdon; ⚭ 26. August 1190 Maud of Chester, † 6. Januar 1233, Tochter von Hugh de Kevelioc, 3. Earl of Chester, und Bertrade de Montfort
      1. Robert, † klein
      2. Henry, † klein
      3. John, † 6. Juni 1237, 1232 Earl of Chester, Earl of Huntingdon; ⚭ 1222 Helen ferch Llywelyn, Tochter von Fürst Llywelyn ap Iorwerth der Große
      4. Margaret of Huntingdon, † um 6. Januar 1233; ⚭ 1209 Alan, Lord of Galloway, † 1234
        1. Helen of Galloway, † nach 23. November 1245, ⚭ vor 1234 Roger de Quincy, 2. Earl of Winchester, † 25. April 1264
        2. Christiana of Galloway, † kurz vor 29. Juli 1246; ⚭ vor April 1236 William de Forz, Count of Aumale, † 23. Mai 1260
        3. Devorguilla of Galloway, † 26. Januar 1290; ⚭ um 1233John de Balliol, † 1269 – Nachkommen: die Könige Schottlands aus der Familie Balliol

      5. Isabella, † 1251; ⚭ Robert de Brus, 4. Lord of Annandale, † 1245 – Nachkommen: die Könige von Schottland aus der Familie Bruce
      6. Matilda
      7. Ada; ⚭ Henry Hastings, Lord of Ashill, † 1250

    4. Ada, 11. Januar nach 1205, ⚭ 1162, Floris III., Graf von Holland, † Tyros 1. August 1190 (Gerulfinger)
    5. Margaret, † 1201); ⚭ (1) 1160 Conan IV., Herzog von Bretagne, † 20. Februar 1171 (Haus Rennes); ⚭ (2) Humphrey III. de Bohun, Constable of England, † 1181 (Haus Bohun)
    6. Matilda, † 1152

  3. Clairicia
  4. Hodierna

Siehe auch: Anwärter auf den schottischen Thron bezüglich der Nachfolge nach dem Aussterben des Hauses Dunkeld